# Хелмут Трибе
Хелмут Трибе (непознат —  непознат) бивши је немачки спринт кајакаш, који се такмичио крајем тридесетих година прошлог века. Учествовао је на 1. Светском првенству 1938. у Ваксхолму (Шведска). Веслао је у пару са својим земљаком Хансом Еберлеом.

## Спортски успеси
Трибе и Еберле освојили су златну медаљу у дисциплини класичног кајака двоседу у дисциплини К-2 1.000 м.Стигли су за секунду пре шведског пара Курта Боа и Ханса Берглунда.
У другој дисциплини 10 пута дужој од прве  К-2 10.000 м, били су други. 